# Battiadi
I Battiadi furono, nella storia della Grecia,  i discendenti di Batto I, fondatore e primo re di Cirene. La dinastia governò Cirene e la Cirenaica,  il cosiddetto Regno di Cirene, fino al 440 a.C.

## Discendenza
I re di Cirene della dinastia dei Battiadi furono:
- Batto I (ca. 630–600 a.C.)
- Arcesilao I (ca. 600–583 a.C.)
- Batto II (ca. 583–560 a.C.)
- Arcesilao II (ca. 560–550 a.C.)
- Batto III (ca. 550–530 a.C.)
- Arcesilao III (ca. 530–515 a.C.)
- Batto IV (ca. 515–465 a.C.)
- Arcesilao IV (ca. 465–440 a.C.)

L'ultimo re, Arcesilao IV, fu ucciso dai concittadini, che proclamarono quindi la repubblica di Cirenaica, sotto il dominio dei persiani. La dinastia dei Battiadi tuttavia proseguì.
Un famoso discendente di Batto, e quindi uno dei Battiadi, fu il poeta greco Callimaco, il più noto dei neoteroi.